# Hořice na Šumavě
Hořice na Šumavě è un comune della Repubblica Ceca facente parte del distretto di Český Krumlov, in Boemia Meridionale.